# Σ-Additivität
Die σ-Additivität, manchmal auch abzählbare Additivität genannt, ist in der Stochastik und in der Maßtheorie eine Eigenschaft von Funktionen, die auf Mengensystemen definiert sind, deren Argumente also Mengen sind. Sie ist essentiell für den modernen axiomatischen Aufbau der Stochastik sowie der Maß- und Integrationstheorie, wird jedoch von manchen Mathematikern wie beispielsweise Bruno de Finetti auch abgelehnt.

## Definition
Gegeben sei ein Mengensystem {\displaystyle {\mathcal {M}}} auf der Grundmenge {\displaystyle X}, also {\displaystyle {\mathcal {M}}\subset {\mathcal {P}}(X)}. Eine Abbildung
{\displaystyle f\colon {\mathcal {M}}\to \mathbb {R} \cup \{+\infty \}}
heißt σ-additiv, wenn für jede abzählbare Folge von paarweise disjunkten Mengen {\displaystyle A_{1},A_{2},A_{3},\dotsc } aus {\displaystyle {\mathcal {M}}}, für die {\displaystyle \bigcup _{i=1}^{\infty }A_{i}} wieder in {\displaystyle {\mathcal {M}}} ist,
{\displaystyle f\left(\bigcup _{i=1}^{\infty }A_{i}\right)=\sum _{i=1}^{\infty }f(A_{i})}
gilt.

## Bemerkungen
Zu beachten ist, dass nicht gefordert wird, dass das Mengensystem abgeschlossen bezüglich abzählbaren Vereinigungen ist, sondern lediglich, dass wenn die abzählbare Vereinigung wieder in dem Mengensystem liegt, die obige Gleichung gelten soll.

## Beispiel
Jedes Maß und jedes Prämaß ist per Definition σ-additiv.